# 小龙坎老火锅
小龙坎又稱小龙坎老火锅，是中華人民共和國一家火鍋連鎖店。

## 歷史
小龙坎火锅成立於2014年7月，第一家門店位於成都水碾河。2015年在春熙路開店。同年成都小龙坎餐饮管理有限公司成立，年底小龙坎门店数量超过了100家。2016年开放加盟。同年小龙坎的姊妹品牌小龙翻大江在宽窄巷子開設首店。2017年门店数量突破500家。同年推出一人食的自热食品小龙坎方便火锅。
2018年，小龙坎母公司四川仁众推出茶饮品牌龙小茶。
2020年，四川小龙坎控股集团有限公司成立，為四川仁众投资管理有限公司全资子公司，四川小龙坎控股集团有限公司旗下有小龙坎、小龙翻大江等品牌。2022年12月，成都蜀大侠餐饮管理有限公司成为四川小龙坎控股集团有限公司旗下全资子公司。同年小龙坎推出冒菜外賣業務Mini火锅菜以及快消品牌小龙坎食品。
截至2021年，小龙坎火锅品牌全球门店已接近1000家，進入中國火锅品牌前三之列。同年推出子品牌MiniHoogo火锅菜。
2023年1月2日，四川小龙坎控股集团有限公司因为未依照《企业信息公示暂行条例》第八条规定的期限公示年度报告被成都市锦江區市场监督管理局列入经营异常名录。1月31日，小龙坎补交年度报告。当日小龙坎被移出经营异常名录。

## 問題
2018年5月，小龙坎吉林长春欧亚店将客人吃剩下的锅拿回后厨，将锅底油进行回收并重新提炼又重新上桌。小龙坎江西南昌胜利路店、哈尔滨会展店在肉发酸变质后用猪血上色继续售卖、餐具拖把用同一个盆清洗。2018年6月6日，长江商报记者發現受到醜聞影響，武漢小龙坎老火锅加盟店的人流量有所減少。
2017至2019年，陝西省榆林市榆阳区小龙坎老火锅店利用地沟油制售火锅锅底达2吨。後涉案五人犯生产、销售有毒、有害食品罪，均获刑罚。小龙坎同時终止与涉案加盟店合作。
2018年11月26日，位於新加坡史密斯街的小龙坎老火锅因非法在店外售卖食品並把垃圾倒入水道等，遭新加坡國家環境局吊销执照两个星期和罚款900新加坡元。
2021年3月15日，媒體曝光应聘小龙坎门店负责切配的岗位时无需提供健康证。此外小龙坎門店還存在食材不清洗上桌、用打扫卫生的拖把捣制冰机等问题。
2021年4月24日，有报道小龙坎火锅门店鸭血来自地下作坊、未检出鸭成分等问题。
2022年9月，北京市通州区市场监督管理局發現北京小龙坎餐饮管理有限公司存在未按规定建立进货查验记录制度、后厨环境脏乱差，垃圾桶未加盖、改变专间用途，對其發出整改以及給予警告。